# Na de storm
Na de storm is een olieverfschilderij van de Nederlandse schilder Hendrik Willem Mesdag. Het schilderij is geschilderd rond 1894 à 1896 en bevindt zich heden in de collectie van museum Panorama Mesdag.

## Voorstelling
Op het schilderij is een strand te zien waar diverse bomschuiten liggen. Te zien is dat deze schuiten (zware) schade opgelopen hebben. Op het strand liggen hier en daar nog plassen water en de lucht is grauw en grijs. Ook qua temperatuur is het vermoedelijk koud aangezien de afgebeelde personen warm gekleed zijn. Op de achtergrond is het Kurhaus zichtbaar. 
Wat hier op het schilderij verteld wordt, zijn de eerste dagen na de zware storm van 22 december 1894 ter hoogte van de Nederlandse kust. De storm heeft ervoor gezorgd dat veel vissers hun baan en bezittingen verloren. Ook betekende de storm een versnelde aanleg van een haven voor Scheveningen.